# Sušci
Sušci falu Horvátországban Split-Dalmácia megyében. Közigazgatásilag Dicmo községhez    
tartozik.

## Fekvése
Splittől légvonalban 17, közúton 26 km-re északkeletre, Sinjtől 13 km-re délnyugatra, községközpontjától 1 km-re nyugatra, a dalmát Zagora területén, a Zágrábot Splittel összekötő 1-es számú főúttól nyugatra fekszik.

## Története
A település neve a pravoszláv vallású Šušak család nevéből származik, amely a 18. század elején telepedett le itt. A moreiai háború után az 1699-es karlócai béke a területet a Velencei Köztársaságnak adta, mely néhány évvel korábban már elfoglalta azt. A háború után egy csekély népesség kivételével az egész terület pusztasággá vált. A 18. század elején a hercegovinai duvnoi mező vidékéről új lakosságot telepítettek be. 1700 körül néhány szerb pravoszláv család is érkezett ide, akiknek az utódai a mai napig is itt élnek és a lakosságnak jelentős részét teszik ki. A velencei uralomnak 1797-ben vége szakadt és osztrák csapatok vonultak be a Dalmáciába. 1806-ban az osztrákokat legyőző franciák uralma alá került, de Napóleon lipcsei veresége után 1813-ban újra az osztrákoké lett. 1857-ben 432, 1910-ben 733 lakosa volt. 1918-ban az új szerb-horvát-szlovén állam, majd később Jugoszlávia része lett. A második világháború idején a Független Horvát Állam része lett, de lakói a partizánok oldalán harcoltak. 1991 óta a független Horvátországhoz tartozik. 1991-ben lakosságának 47 százaléka horvát, 44 százaléka szerb nemzetiségű volt. 2011-ben a településnek 122 lakosa volt.

## Lakosság
| Lakosság változása | Lakosság változása | Lakosság változása | Lakosság változása | Lakosság változása | Lakosság változása | Lakosság változása | Lakosság változása | Lakosság változása | Lakosság változása | Lakosság változása | Lakosság változása | Lakosság változása | Lakosság változása | Lakosság változása | Lakosság változása |
| ------------------ | ------------------ | ------------------ | ------------------ | ------------------ | ------------------ | ------------------ | ------------------ | ------------------ | ------------------ | ------------------ | ------------------ | ------------------ | ------------------ | ------------------ | ------------------ |
| 1857               | 1869               | 1880               | 1890               | 1900               | 1910               | 1921               | 1931               | 1948               | 1953               | 1961               | 1971               | 1981               | 1991               | 2001               | 2011               |
| 432                | 546                | 511                | 555                | 628                | 733                | 680                | 764                | 564                | 597                | 560                | 411                | 292                | 224                | 143                | 122                |

## Nevezetességei
A Legszentebb Istenanya mennybevétele tiszteletére szentelt szerb pravoszláv temploma 1784-ben épült. Egyhajós épület, félköríves apszissal, megfelelően (nyugatról-keletre) tájolva. A főhomlokzaton a bejárati ajtó felett egy emléktábla látható cirill betűs felirattal, amely a templom 1839-es restaurálását említi. Felette egy egyszerű kör alakú rozetta, az oromzaton pedig háromrészes harangdúc található. A hajó sík, festett mennyezete az Atya Istent, evangélistákat és szeráfokat ábrázolja. A bejárat felett fakórus áll, a hajót pedig a szentélytől egy fából készült ikonosztázis választja el, melynek ikonjai a 20. századból származnak.